# Пирамида Джедефры
Пирамида Джедефры (Раджедефа) — египетская пирамида, построенная во времена IV династии приблизительно в 2580—2570 годах до н.э., при фараоне Джедефре (или Раджедефе), сыне и наследнике фараона Хеопса, недалеко от современной египетской деревни Абу Раваш. В последующие эпохи камни пирамиды часто использовались в качестве строительного материала для других построек, из-за чего, на сегодняшний день, пирамида представляет собой лишь развалины, наибольшая высота которых достигает 11,4 метров.

## Конструкция пирамиды

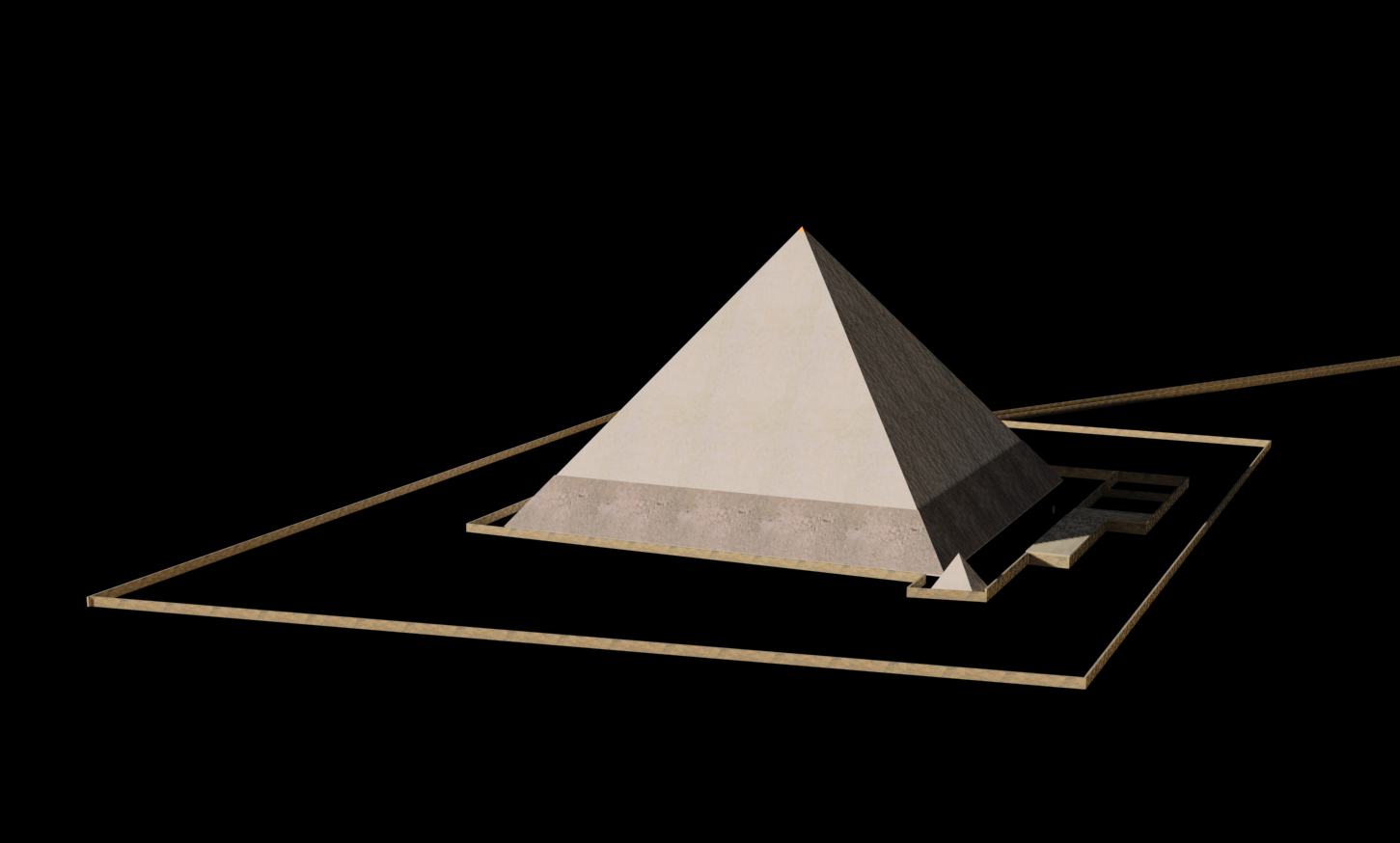
3D макет предполагаемого вида пирамиды

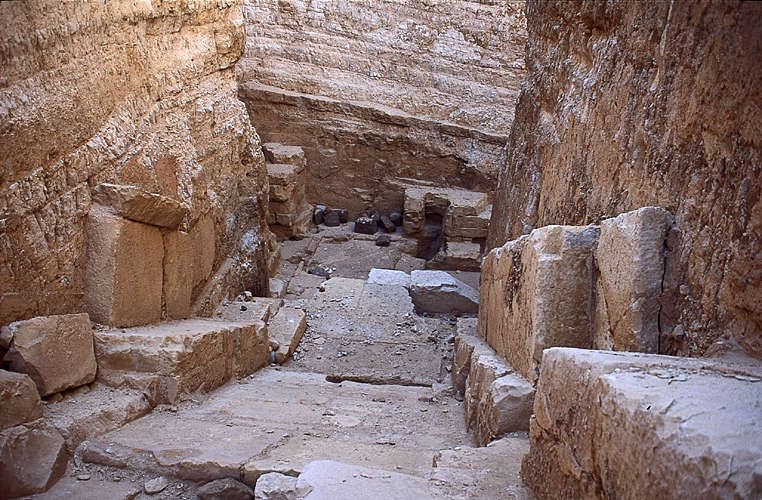

Пирамида была построена при фараоне Джедефре, сыне Хеопса, во время его, предположительно, 8-летнего правления (по другим теориям время его правления могло достигать 25 лет). Как преемник Хеопса он руководил его погребением, однако для своей собственной гробницы выбрал место примерно в 8 километрах к северо-западу от пирамиды отца, рядом с современной деревней Абу Раваш.
Первоначально длина основания пирамиды составляла 106,2 м, но на сегодняшний день сохранилось лишь 97 м. Ориентация пирамиды лишь на 0,8° отличается от точного расположения по сторонам света. Она была построена на небольшом холме, на долю которого приходится около 44 % от общего объема пирамиды, что привело к значительной экономии труда и материалов. Полностью оконченная, по размерам она могла сравниться с пирамидой Микерина в Гизе. Основание пирамиды было выложено горизонтальными известняковыми блоками, которые, однако, не всегда были одинакового размера или правильной формы. Образовавшиеся из-за этого пустоты заполнялись гипсовым раствором.
Внешняя облицовка нижней части пирамиды состояла из розового гранита, который специально для этого доставлялся из Асуана. Верхняя часть пирамиды, по всей видимости, была облицована обычным известняком.

### Степень завершения пирамиды
Среди исследователей нет единого мнения была ли пирамида полностью завершена. Однако, известно, что вплоть до VI династии функционировал заупокойный культ фараона. То, что здания мастерских объединены вместе с храмом, свидетельствует в пользу того, что завершение строительства проходило в спешке, и у строителей не было времени возводить новые постройки, они могли лишь переквалифицировать старые.

### Разрушение пирамиды
Пирамида Джедефры — единственная из пирамид IV династии, которая почти полностью была разобрана более поздними строителями. Добыча камня, по всей видимости, началась уже в период Нового царства. Самым активным временем уничтожения пирамиды стала эпоха Римской империи, однако разграбление пирамиды продолжалось вплоть до XIX века. Флиндерс Питри сообщал, что даже в 1880-х годах с территории пирамиды вывозилось 300 верблюдов с камнем в день. Разграблению способствовало уединённое положение пирамиды, а также присутствие там ценного розового гранита.